# Quinton Hosley
Quinton Robert Hosley en (Nueva York, 25 de marzo de 1984), es un jugador profesional de baloncesto de nacionalidad estadounidense y pasaporte georgiano cuya mayor parte de carrera profesional se ha desarrollado en distintos clubes de Europa. Con 2,01 metros de altura, ocupa la posición de alero.

## Carrera

### Universidad
Tras pasar dos años en Lamar CC (2002–2004), disputó dos temporadas con los Bulldogs de la Universidad de Fresno State de la NCAA (2005–2007).

### Profesional
La temporada 2007-08 da el salto a Europa fichando por el Pınar Karşıyaka de la liga turca donde fue nominado MVP de la competición tras finalizar la misma con una media de 23,2 puntos y 11,3 rebotes por partido.
Un año después se marcha a España para jugar en el Real Madrid de la liga ACB.
Militó en el conjunto blanco hasta el 23 de febrero de 2009 cuando fue cortado por bajo rendimiento. Más tarde, volvería a Turquía a jugar en el Galatasaray SK.
En la temporada 2009/10 militó en el Aliağa Petkim de la liga turca donde promedió 18.1 puntos, 8 rebotes y 4 asistencias por partido.
A mediados de julio de 2010 se anuncia el fichaje por una temporada (con opción a una segunda) por el DKV Joventut de Badalona de la liga ACB.
En verano de 2011 deja atrás un paso realmente gris por el DKV Joventut (también jugó en el pasado en el Real Madrid) para firmar por el Dinamo Basket Sassari.
En el verano de 2012 firma por el Stelmet Zielona Góra, el sorprendente campeón de liga polaco, donde cuaja una gran temporada lo que le hace regresar de cara a la temporada 2013-2014 a la LEGA enrolado en las filas del Pallacanestro Virtus Roma. No termina de despuntar en Roma y vuelve al equipo polaco del Stelmet Zielona Góra para la temporada 2014-15. 
En la temporada 2015-16 jugará para el equipo ruso del BC Krasny Oktyabr.
En julio de 2016 se unió al equipo francés Nanterre 92, pero en septiembre del mismo año, antes de que comenzaran las competiciones oficiales, fue desvinculado del club.
[actualizar]

## Selección nacional
Hosley fue convocado a la selección de baloncesto de Georgia en 2010 como jugador nacionalizado, pero no actuó en ningún torneo auspiciado por FIBA.